# Aloe wildii
Aloe wildii é uma espécie de liliopsida do gênero Aloe, pertencente à família Asphodelaceae.